# جون ميلفيل تورنر
جون ميلفيل تورنر هو سياسي كندي، ولد في 24 سبتمبر 1922 في بيتيربوروغ في كندا، وتوفي بنفس المكان في 20 يناير 2013. حزبياً، نشط في حزب أونتاريو المحافظ التقدمي. وقد انتخب عضو برلمان مقاطعة أونتاريو.